# Polimerizzazione per addizione
La polimerizzazione per addizione è uno dei processi usati per sintetizzare polimeri.
Nella polimerizzazione per addizione il polimero si forma attraverso la successiva unione di più molecole di monomero, che si aggiungono alla catena fino a costituire una molecola di peso molecolare elevatissimo, cioè una macromolecola. Il polimero così ottenuto è formato da una lunga serie di unità ripetitive legate tra loro attraverso legami covalenti.
Durante tale processo di polimerizzazione può avere luogo la formazione di ramificazioni, cioè catene secondarie (più corte) legate alla catena principale (più lunga).
Le reazioni di polimerizzazione per addizione sono state descritte per la prima volta nel 1929 da Wallace Carothers, che le distinse dalle "polimerizzazioni per condensazione".

## Esempi
Un esempio di polimero che può essere ottenuto con questo processo è il polietilene –(CH2CH2)n–, sintetizzato a partire da etilene:
Sono stati realizzati numerosi polimeri a partire da un gruppo di monomeri aventi formula generale CHX=CH2, dove X è un singolo atomo o un gruppo di atomi. Tale atomo o gruppo di atomi, a seconda della sua natura, conferisce al polimero differente aspetto, rigidità, trasparenza e resistenza all'usura.